# Adsch Bogd Uul
Der Adsch Bogd Uul (mongolisch ажи богда, ᠠᠵᠢ
ᠪᠣᠭᠳᠠ) ist ein 3802 m hoher Berg in der Mongolei. Er liegt im Süden des Landes im Mongolischen Altai.

## Geographie
Der Adsch Bogd Uul gehört administrativ zum Gobi-Altai-Aimag. Er ist zweigeteilt, sein Hauptkamm zieht sich von Nordwesten nach Südosten und fällt steil nach Süden hin ab. an seinem Fuß erstreckt sich eine Ebene, in welcher die Grenze zu Xinjiang, China verläuft. Der höchste Gipfel ist Ih Ovoo (Ich Obo), der zweithöchste Gipfel steigt bis auf 3566 m an.
Östlich des Berges liegt das Schutzgebiet Eej Khairkhan (Ээж Хайрхан ДГ) und im Südosten Great Gobi A (Говийн Их „А“ ДЦГ); im Nordwesten Great Gobi „B“ (Их Говь „Б“).
Am Berg entspringen die Flüsse (Fiumara) Inder (Индэр), Gishuuntei (Гишүүнтэй), Ikh (Их гол), Urt (Урт) und Durulj (Дөрөлжийн).

## Natur
Das Bergmassiv besteht aus Sedimentgesteinen. Es herrscht Steppen- und Gobi-Steppenvegetation vor. Der Berg bildet ein wichtiges Refugium für Tiere wie Argali, Steinbock, Schneeleopard, Hirsch, Mongolische Gazelle, Wolf und Fuchs.

## Geschichte
Mündliche Überlieferung berichtet von dem Krieger Khamar (Хамар, Khamar Daichin), der als erster das Gebiet besiedelt haben soll. Ihm wird das Lied Nariin dsai (Нарийн зай) zugeschrieben. Eine Höhle am Berg wurde laut der Legende nach einem Chinesen Tsu-Yang (Ajaa) benannt. 1949 wurde ein Stein- und Dicet-Meteorit gefunden („Aj Bogd“, Аж богд). Der große Meteorit wiegt 910 kg. Der Meteorit Aj Bogd-2 (Аж богд-2) ging vor mehr als 140 Jahren auf den Berg Aj Bogd nieder. Er wiegt 582,2 kg, ist 70 cm lang und befindet sich jetzt im Nationalen Historischen Museum.
Die lokale Spezialität Ajiin Bogd Quark (Аж богд уулынхаа) ist nach dem Berg benannt.